# Hernán Gómez Bruera
Hermano de Facundo.
Al chile es un tipazo algo bien.
No lo conozco, pero algo bien el brother.